# Överfältväbel

Grdbeteckning för överfältväbel i armén

Överfältväbel (finska Ylivääpeli), underofficersgrad i den finska försvarsmakten, mellan fältväbel och militärmästare. Motsvarande grad i marinen är överbåtsman. Graden tilldelades under en period inte, men kunde fortfarande innehas av reservunderofficerare. När Finland 2007 återinförde underofficerskåren återinfördes graden. Graden motsvarar förvaltare i Sveriges försvarsmakt.